# Teruki Tanaka
Pour les articles homonymes, voir Tanaka.
Teruki Tanaka (田中 輝希, Tanaka Teruki) est un footballeur japonais né le 26 août 1992 à Tokyo. Il évolue au poste de milieu offensif.

## Biographie
Avec le club du Nagoya Grampus, il joue 43 matchs en première division japonaise, inscrivant trois buts. Il dispute également cinq rencontres en Ligue des champions d'Asie.